# Poncogati
Poncogati is een bestuurslaag in het regentschap Bondowoso van de provincie Oost-Java, Indonesië. Poncogati telt 4098 inwoners (volkstelling 2010).